# Ragnarssona þáttr
Ragnarssona þáttr, también Þáttr af Ragnars sonum (o el Relato de los hijos de Ragnar) es una historia corta sobre el vikingo Ragnar Lodbrok y sus hijos. Pertenece al grupo de las sagas legendarias. El vínculo de los hijos de Ragnar pudo no necesariamente implicar una consanguinidad, es muy probable que la relación fuera más de fidelidad al Aett como verdadero núcleo de poder del ancestral sistema de clanes familiares.

## Sumario

### Ragnar Lodbrok
A la muerte de Sigurd Ring (llamado Ring), Ragnar le sucede como rey de Suecia y Dinamarca. Otros caudillos extranjeros aparecen para sacar tajada del reino, ya que consideran que Ragnar es muy joven para defenderlo.
Herrauðr, el jarl de Götaland y vasallo de Ragnar tenía una hija Þóra Borgarhjörtr que era muy bella. Él le ofrece un lindworm, pero tras algún tiempo, la criatura la encierra en su parral y amenaza a cualquier que se atreva a acercarse, excepto los sirvientes que lo alimentan con un buey a diario. En su symbel, Herrauðr promete a su hija al hombre que mate al lindworm.
Cuando esto llega a oídos de Ragnar, él se dirige a Västergötland y se viste con ropa peluda que ha tratado con alquitrán y arena. Ragnar toma una lanza y se protege a sí mismo con su escudo, las prendas tratadas y atraviesa el corazón de la bestia, le corta la cabeza y cuando la gente advirtió lo que había pasado, se casó con Thora.
Ragnar libera a todo su reino. Ragnar y Thora tuvieron dos hijos, Eric y Agnar, pero tras unos pocos años Thora muere de una enfermedad. Entonces toma como esposa a Aslaug (Kraka), también conocida como Randalin, hija de Sigurd y Brynhild y tuvieron cuatro hijos: Ivar, Björn, Hvitsärk y Sigurd Ragnarsson, llamado serpiente en el ojo por su iris, que se parecía a una serpiente rodeando la pupila.

### La muerte de Eric y Agnar
Aparentemente la versión primitiva de Ragnarssona þáttr, relata que los hijos de Ragnar Lodbrok habían partido de Suecia para conquistar Selandia, Reidgotaland (aquí Jutlandia), Gotland, Öland y las islas menores. Ivar el Deshuesado, el caudillo vikingo de todos ellos, se asentó en Reino de Lejre con sus hermanos.
Ragnar estaba celoso de sus hijos y puso a Eysteinn Beli como jarl de Suecia, asignándole la tarea de proteger el país de sus hijos. Eysteinn devastó la costa del Báltico mostrando su fuerza.
Los hijos de Ragnar, Eric y Agnar navegaron hasta el lago Mälaren y enviaron un mensaje al Jarl Eysteinn solicitando que deseaban verle sometido a su caudillaje, manifestando que Eric deseaba también desposarse con la hija del jarl, Borghild. Eysteinn contestó que debía consultarlo con el resto de caudillos suecos que finalmente se negaron a la oferta y ordenaron atacar a los hijos rebeldes. Los hijos de Ragnar fueron derrotados en la batalla, donde Agnar murió y Eric fue capturado. 
Eysteinn ofreció a Eric Uppsala öd como deseaba, y a Borghild, como wergeld por la muerte de Agnar. Eric prefirió tras la humillante derrota escoger nada más el día de su muerte. Eric pidió ser empalado sobre lanzas que lo ensalzasen encima de sus muertos y su deseo fue concedido.
En Selandia, Aslaug y sus hijos Björn y Hvitsärk, se enteraron de la desgracia mientras jugaban a hnefatafl y disgustados se dirigieron con una gran flota a Suecia. Auslaug, que se hizo llamar Randalin, encabezó la caballería de 1500 hombres arrasando por tierra y mató a Eysteinn en la batalla.
Ragnar no estaba satisfecho con sus hijos y su venganza sin contar con él, y decide conquistar Inglaterra con solo dos knarrs, para demostrar que era mejor guerrero que sus hijos. Los barcos se construyeron en Vestfold donde su reino alcanzaba Dovre y Lindesnes, y eran barcos enormes. Aslaug no aprobó la idea ya que la costa inglesa no era apta para ese tipo de desembarco, solo para drakkars, pero Ragnar no escuchó su advertencia.
Ragnar llega a Inglaterra e inicia los saqueos devastando el territorio.

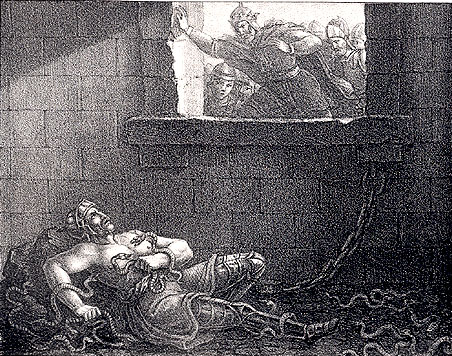
Aella observa a Ragnar Lodbrok en el foso de las serpientes.

### La muerte de Ragnar y la venganza de sus hijos
Cuando el rey Aelle de Northumbria es notificado del pillaje, organiza a su ejército y lo derrota. Ragnar viste una chaqueta de seda que hizo Aslaug y nada podía perforarlo. Finalmente, es tomado prisionero y lanzado a un foso de serpientes que sin embargo no logran morderle, los ingleses le quitan las prendas y las serpientes lo matan.
Los hijos de Ragnar atacaron Inglaterra pero Ivar no quiere luchar ya que el ejército inglés es muy numeroso, podrían perder y regresar a casa con las manos vacías. Así que Ivar se instala en Inglaterra y pide a Ella un wergeld, justificando que no puede regresar sin mostrar una compensación por la muerte de Ragnar a sus hermanos. Ivar reclama la tierra que puede cubrir con la piel de un buey, que corta en finísimas tiras y circunvala un área suficientemente grande para fundar una ciudad. Cuando ya está hecho, él ha impuesto la fundación de una ciudad que sería York. Poco a poco consigue aliados con caudillos locales que proclaman su lealtad a Ivar y a sus hermanos.
Entonces, Ivar pide a sus hermanos atacar Inglaterra. Durante la batalla Ivar se suma a las fuerzas de sus hermanos así como los caudillos afines con sus ejércitos, leales a Ivar. Aella fue apresado y en venganza por la muerte de Ragnar, los hijos le someten al suplicio del águila de sangre. 
Ivar se convierte en rey del noroeste de Inglaterra que sus antepasados ya habían poseído (Ivar Vidfamne y Sigurd Ring), y tuvo dos hijos, quienes obedecieron a su padre Ivar y torturan al rey Edmundo Mártir y toman su reino en posesión. 
Los hijos de Ragnar devastaron Inglaterra, Gales, Francia, llegando hasta la ciudad de Luni en Italia. Cuando regresan a Escandinavia, dividen el reino y Björn Ragnarsson permanece en Upsala y Suecia, mientras Sigurd Ragnarsson tiene Selandia, Scania, Halland, Viken, Agder, todo el territorio hasta Lindesnes y gran parte de Oppland, y Hvitsärk recibe Reidgotaland (Jutlandia) y Wendland.
Sigurd se casa con la hija de Aella, Blaeja y le da un hijo llamado Canuto Hardeknut, que sucede a su padre como rey de Selandia, Escania y Halland, pero Viken se rebela y la pierde. Canuto tuvo un hijo llamado Gorm, grande y fuerte pero no tan sabio como sus antepasados.
Tras la presentación de Ragnar y sus hijos, el relato continúa citando a reyes ingleses, daneses y noruegos.